# Варжеляй
Варжеля́й (м. Вержеля) — село в Торбеевском районе Республики Мордовия Российской Федерации. Административный центр Варжеляйского сельского поселения.
Численность населения — 437 чел. (2010 год), в основном мордва-мокша.

## География
Расположено на левом берегу реки Виндрей, в 19 км от районного центра и железнодорожной станции Торбеево.

## История
В исторических документах упоминается с 1741 г. В «Списке населённых мест Тамбовской губернии» (1862) Варжеляй — деревня казённая из 163 дворов (900 чел.) Спасского уезда. Жители села занимались отхожими промыслами. В конце 1990-х гг. на базе совхоза «Варжеляйский» были созданы 4 К(Ф)Х.

## Население
| 2002 | 2010 |
| ---- | ---- |
| 488  | ↘437 |

## Описание
В современной инфраструктуре села — школа, Дом культуры, универмаг, библиотека, памятник воинам-землякам, павшим в годы Великой Отечественной войны; Покровская церковь (1880), памятник архитектуры.
Варжеляй — родина педагога Е. Н. Ермаковой.